# Jean Hubert Lauweriks
Jean Hubert Lauweriks (Antwerpen, 9 januari 1819 - Kerkrade (Rolduc), 9 augustus 1869) was een Zuid-Nederlands beeldhouwer.
Van 1854 tot 1865 was hij de "eerste beeldhouwer" van het Atelier Cuypers-Stoltzenberg van Pierre Cuypers in Roermond. In 1865 verhuisden Cuypers en Lauweriks met hun gezinnen naar Amsterdam.

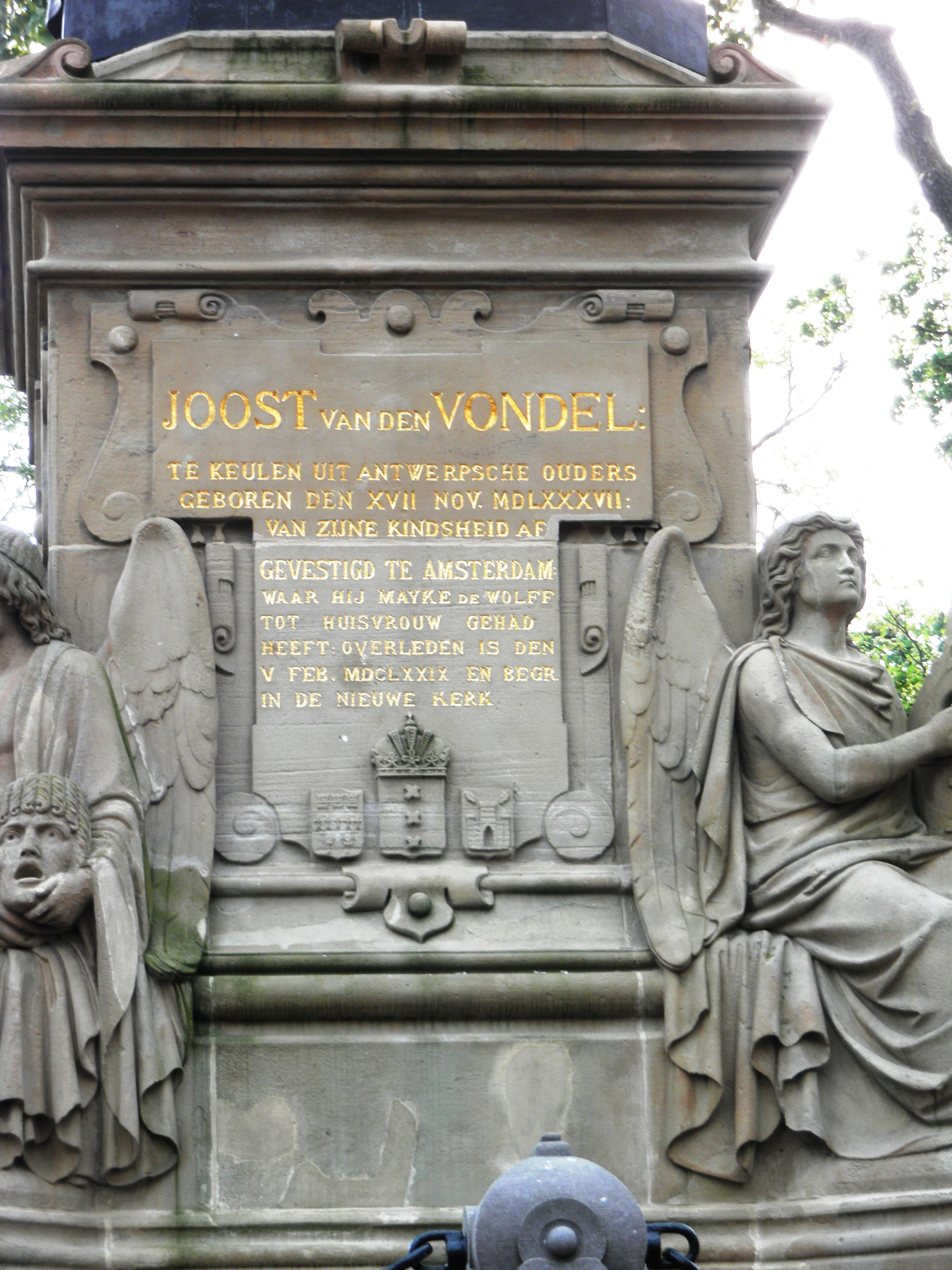
Twee van de vier engelen op de hoeken van het Vondelmonument.

Tot het werk van Lauweriks behoren de vier engelen op de hoeken van het Vondelmonument te Amsterdam. De engelen verbeelden vier kunstvormen: het treurspel, het hekeldicht, het leerdicht en de gewijde poëzie.
De architect Mathieu Lauweriks (1864-1932) was een zoon van Jean.
- Biografisch Portaal: 83092738
- International Standard Name Identifier: 0000 0003 9644 8100
- Nederlandse Thesaurus van Auteursnamen: 330764055
- RKD-Nederlands Instituut voor Kunstgeschiedenis: 346200
- Union List of Artist Names: 500638241
- Virtual International Authority File: 291372677